# Келебердянська сільська рада (Канівський район)
Келебердя́нська сільська́ ра́да — адміністративно-територіальна одиниця та орган місцевого самоврядування в Канівському районі Черкаської області. Адміністративний центр — село Келеберда.

## Населені пункти
Сільській раді підпорядковані населені пункти:
- с. Келеберда

## Загальні відомості
На півночі рада межує із Ліплявською, на півдні — з Прохорівською сільськими радами, на сході має кордон із Золотоніським районом, на заході має вихід до Дніпра.
Населення сільради — 1003 особи (2013; 1 129 особи в 2009; 1 194 особи в 2007).
Майже вся територія сільради, окрім північно-східної частини, вкрита лісовими масивами, які зростають на піщаних ґрунтах. На заході знаходиться озеро Ситове, яке має стік до Дніпра. На південно-східній околиці села, на узбережжі Дніпра, розташовані відомі Келебердянські дюни. На річці Дніпро в межах сільради міститься острів Круглик, який є частиною Канівського природного заповідника.
По території сільради проходить асфальтована дорога Ліпляве-Бубнівська Слобідка, від якої відгалужується дорога до залізниці. Через північно-східний край сільради проходить залізниця Золотоноша-Канів, яка збудована у великій виїмці через лісові масиви соснового бору. На південно-західній околиці села Келеберда знаходиться річкова пристань.

## Склад ради
Рада складається з 16 депутатів та голови.
- Голова ради: Розе Юрій Георгійович

### Керівний склад попередніх скликань
| Прізвище, ім'я, по батькові  | Основні відомості                                                         | Дата обрання | Дата звільнення |
| ---------------------------- | ------------------------------------------------------------------------- | ------------ | --------------- |
| Дорошенко Василь Миколайович | Сільський голова, 1943 року народження, член Комуністичної партії України | 26.03.2006   | 31.10.2010      |
| Савченко Надія Іванівна      | Сільський голова, 1965 року народження, освіта вища, член Партії регіонів | 31.10.2010   | 10.04.2013      |
| Розе Юрій Георгійович        | Сільський голова, 1972 року народження, освіта вища, член Партії регіонів | 15.12.2013   |                 |

Примітка: таблиця складена за даними сайту Верховної Ради України

### Депутати
За результатами місцевих виборів 2010 року депутатами ради стали:

#### За суб'єктами висування
| Суб'єкт висування                 | Кількість обраних депутатів | %    |
| --------------------------------- | --------------------------- | ---- |
| Самовисування                     | 11                          | 68,8 |
| Політична партія «Сильна Україна» | 5                           | 31,3 |

#### За округами
| № округу                          | Прізвище, ім'я, по батькові    | Дата визнання обраним | Освіта             | Партійна приналежність                  | Відомості про обраного депутата                                  |
| --------------------------------- | ------------------------------ | --------------------- | ------------------ | --------------------------------------- | ---------------------------------------------------------------- |
| Політична партія «Сильна Україна» |                                |                       |                    |                                         |                                                                  |
| 3                                 | Савченко Світлана Михайлівна   | 02.11.2010            | середня спеціальна | член Політичної партії «Сильна Україна» | тимчасово не працює                                              |
| 4                                 | Романенко Любов Василівна      | 02.11.2010            | середня спеціальна | член Політичної партії «Сильна Україна» | Келебердянська фельдшерсько-акушерський пункт, завідувачка       |
| 6                                 | Сквирська Аліна Володимирівна  | 02.11.2010            | незакінчена вища   | член Політичної партії «Сильна Україна» | Східноєвропейський університет економіки та менеджменту, студент |
| 9                                 | Ролько Ольга Романівна         | 02.11.2010            | вища               | член Політичної партії «Сильна Україна» | ЗАТ"Канівбуд", інженер                                           |
| 13                                | Міщенко Валентина Іванівна     | 02.11.2010            | середня спеціальна | член Політичної партії «Сильна Україна» | тимчасово не працює                                              |
| Самовисування                     |                                |                       |                    |                                         |                                                                  |
| 1                                 | Губенко Микола Вікторович      | 02.11.2010            | середня спеціальна | позапартійний                           | ПП Скороходько, водій                                            |
| 2                                 | Воропай Василь Андрійович      | 02.11.2010            | середня спеціальна | член Партії регіонів                    | приватне підприємство                                            |
| 5                                 | Якименко Тамара Андріївна      | 02.11.2010            | вища               | член Партії регіонів                    | пенсіонер                                                        |
| 7                                 | Піскова Зоя Антонівна          | 02.11.2010            | середня спеціальна | член Партії регіонів                    | Магазин, продавець                                               |
| 8                                 | Сквирська Інна Володимирівна   | 02.11.2010            | вища               | член Партії регіонів                    | тимчасово не працює                                              |
| 10                                | Скубко Василь Кирилович        | 02.11.2010            | середня            | позапартійний                           | пенсіонер                                                        |
| 11                                | Голуб Ніна Василівна           | 02.11.2010            | середня спеціальна | член Партії регіонів                    | Відділення поштового зв'язку, начальник                          |
| 12                                | Гречухіна Оксана Леонідівна    | 02.11.2010            | вища               | член Партії регіонів                    | Відділення Ощадбанку в с. Келеберда, касир                       |
| 14                                | Герман Олександр Анатолійович  | 02.11.2010            | середня спеціальна | позапартійний                           | тимчасово не працює                                              |
| 15                                | Світлична Катерина Анатоліївна | 02.11.2010            | середня спеціальна | позапартійна                            | Магазин № 12 в с. Келеберда, продавець                           |
| 16                                | Близнюк Світлана Леонідівна    | 02.11.2010            | середня спеціальна | член Політичної партії «Наша Україна»   | ПП «Настуся»                                                     |